# Valkyria Chronicles 4
Valkyria Chronicles 4 — це тактична рольова гра, розроблена та видана Sega за сприяння Media.Vision. Це четверта основна гра з серії Valkyria Chronicles.  Valkyria Chronicles 4 з'явилась у Японії для платформ PlayStation 4 у березні 2018 року, а у всьому світі, разом з версіями для Xbox One, Nintendo Switch та Microsoft Windows, у вересні 2018 року. Вона також був перенесена на Stadia 8 грудня 2020 року.

## Ігровий процес
Valkyria Chronicles 4 — це стратегічна гра в стилі перших трьох ігор цієї серії. Гра додала новий клас солдатів, під назвою Гренадер, що можуть використовувати міномети для обстрілу ворогів. Присутність на полі бою союзних солдатів, які надають інформацію про розташування ворога, дає їм можливість вести вогонь з укриття, залишаючись непоміченими для противника. Також була додана Система Хоробрості (Brave), яка з певною долею ймовірності, активується, якщо ваш солдат знаходиться на межі смерті. При активації Brave гравці можуть вибрати один з двох варіантів дій: Надихнути — якій повертає 1 СР (Comand Point або Очко ходу) й надихає розташованих поруч союзників (сам солдат при цьому втрачає свідомість) чи Боротися — якій повністю заповнює його шкалу дії (АР) і дає можливість одного ходу, з повним захистом від шкоди. Після виконаної дії, солдат також втрачає свідомість і більше не здатний воювати.

## Сюжет

Скриншот гри з головними героями загону «Е». Зліва направо: Раз, Клод Уоллес, Райлі Міллер, Ліна (Кай) Шулен та пес Рагнарок на фоні танку Хафен.

Клод Уоллес, разом з друзями дитинства Каем Шуленом та Разом, приєднуються до армії Федерації в боротьбі з Імперією у Другій Європейській війні. Вони планують захистити свою країну Галлію та помститися за напад на рідне місто Хафен. Однак, під час тренувань, Кай таємничим чином зникає, залишаючи замість себе рідну сестру Ліну, яка бере собі його ім'я «Кай». Клод, Раз і Ліна проходять навчання та приєднуються до елітного корпусу рейнджерів, а самого Клода призначають командиром загону Е.
Після цього загін E дізнається, що Імперія перемагає в цій війні, захопивши значну кількість території Федерації, а також готуючись до вторгнення в Галлію. Лідери Федерації вирішують вкласти всі свої ресурси в операцію «Північний хрест», з масовим наступом у напрямку імперської столиці Шварцград. Спочатку операція йшла досить успішно, і загону Е вдалося заглибитись імперською територію. На цьому шляху до них приєднується ще один друг дитинства — Райлі Міллер. Райлі, спочатку недовірливо ставиться до Клода через те, що він колись проявив себе як боягуз, а сама Райлі втратила рідних, але зрештою приймає його накази (після того як він доводить свою цінність лідера). Загін Е продовжує наступ, прориваючи лінію Зігваля — останню лінію оборони Шварцграда. З часом вони б'ються з елітним імператорським танковим підрозділом «Аусбрух» на чолі з Клаусом Вальцом, який вважає Клода гідним суперником. Однак, попри попередні успіхи Федерації, зима настає раніше очікуваного, зупиняючи непідготовлені сили Федерації. Понівечені снігом і холодом, ослаблені розтягнутими лініями постачання, сили Федерації швидко розбиваються масованою імперською контратакою. Загін Е змушений відступати на узбережжя, де їх рятує трійка технологічно досконалих снігових крейсерів Федерації. Це масивні військові кораблі, які можуть пересуватись поверхнею крижаного моря.
Загін підіймається на один з крейсерів під назвою Центуріон, де Клод отримує від капітана Моргена призначення охороняти військовий корабель в його майбутній операції. Флот, в цей час, виконує таємну операцію «Лебідь» — морський план на випадок непередбачених обставин і невдачі наземної операції «Північний хрест». Тим часом Вальца призначають до елітного імперського наукового підрозділу Х-0, під керівництвом Генріха Белгара. Белгар доручає Вальцу захопити флот Федерації, для чого об'єднує його підрозділ зі своїми помічниками: головним стратегічним директором Форсеті та Валькірією Краймарією. Згодом Форсеті атакує флот, який захищає загін Е, але попри наказ Форсеті, втручається Краймарія і втрачає контроль над своїми силами — знищуючи один з крейсерів, а також завдаючи серйозної шкоди Центуріону. Це розлючує Форсеті, оскільки їх місія полягала в захопленні крейсерів цілими, тому він зізнається Вальцу, що має на борту Центуріона шпигункою свою сестру. Пізніше Вальц стає свідком жорсткого відношення до Краймарії керівництва, що пробуджує в нього співчуття.
Тим часом екіпаж Центуріона намагається усунути пошкодження свого корабля, оскільки його основний реактор перестав працювати. Це змушує команду використовувати менш потужний резервний. Водночас Райлі знаходить в машинному відділенні маленьку дівчинку, з втратою пам'яті, на ім'я Енджі, яку екіпаж приймає пасажиром. Дівчинка миттєво завойовує серця Загону Е і починає зі всіма дружити.  
Через брак ресурсів, Центуріон, планує операцію нальоту на імператорську базу постачання, під час якої Енджі пробирається на берег і зустрічається з Краймарію, яка виявляє, що маленька Енджі теж Валькірія. Також з'ясовується, що Форсеті — справжній Кай, який зараз працює на Імперію і маніпулює Ліною, щоб та шпигувала за екіпажем. Ліна вирішує розірвати стосунки з Форсеті, оголосивши брата померлим. Згодом Клод отримує повідомлення, що третій корабель флоту зазнав нападу. Попри те, що це пастка, загін E намагається врятувати корабель, але той самознищується, створюючи масивний вибух. Центуріон намагається відійти з поля ураження, але його потужності не вистачає. Ситуацію рятує Енджі, яка після зустрічі з Краймарією згадує, що вона і є джерело живлення центрального реактора як Валькірія. Капітан Морген, поранений під час сутичок, розкриває Клоду справжній розмах операції «Лебідь». Реактори, що живлять снігові крейсери, використовують енергію Валькірій, які знаходяться в кожному з них. Крім того, ці реактори мають подвійне призначення, тому що є величезними  «бомбами А2», досить потужними, щоб знищити ціле місто. Справжня мета операції «Лебідь» — не вторгнення у Шварцград, а повне його знищення бомбою А2.
З цього моменту командування Центуріоном лягає на плечі Клода і він неохоче продовжує місію. Вальц і Краймарія намагаються зупинити його, але зазнають поразки. Краймарія знову втрачає контроль над своїми силами, бо вважає, що Вальц був убитий в бою; але той виживає і намагається заспокоїти її, обіцяючи, що вони разом будуть жити щасливим життям після війни. Центуріон продовжує рухатися до Шварцграда, проте потрапляє у пастку. Раз жертвує собою, щоб вивести з ладу цю пастку, після чого корабель продовжує рух до центру Шварцграда. Водночас Форсеті десантується на корабель з метою порятунку Енджі, оскільки він раніше брав участь у секретній програмі Федерації із вербування Валькірій і перетворення їх у серця реакторів. (Ця провина й спонукала його стати зрадником і перебігти до Імперії.) Ліна стріляє і вбиває Форсеті, перш ніж він зможе дістатися до реактора. Потім Клод готується підірвати бомбу A2, але Імперія пропонує припинення вогню Федерації — тим самим припиняє війну без явного переможця. В тім Белгар ігнорує припинення вогню й атакує Центуріон, одержимий захопленням  реактора та вдосконаленням технологій. Загін Е перемагає Белгара, але Центуріон сильно пошкоджений і починає тонути. Клод рятує Енджі та Райлі. Поступово закінчується Друга війна в Європі, в якій ані Федерація, ані Імперія не досягли рішучої перемоги, але всі раді поверненню миру. Вальц живе щасливим життям з Краймарією. Загін Е розпускається і кожний повертається до своїх справ. Клод, Райлі, Ліна та Енджі повертаються до мирного Хафена.

## Розробка
Продюсером гри Valkyria Chronicles 4 виступив Кей Мікамі (Kei Mikami), який брав участь у виробництві "Valkyria Revolution", а режисером — Кохей Ямасіта (Kohei Yamashita). Саундтрек до гри написав композитор серіалу Хітосі Сакімото (Hitoshi Sakimoto), головна тема якого — "Light Up My Life " написана Шило, а записана й виконана Маі Куракі (Mai Kuraki).
Розробка гри розпочалася приблизно в кінці 2015 року, після того, як Ямасіта закінчив планувати проект. З самого початку розробники мали на меті привабити всесвітню аудиторію до серії Valkyria Chronicles концепцією повернення до стилю оригінальної гри Valkyria Chronicles, спираючись на доробки пізніших ігор серії: тоді як гра PlayStation Portable Valkyria Chronicles II була розроблена спеціально для японської аудиторії, через популярність платформи у цьому регіоні, з «фантастичними» персонажами та шкільним оточенням. Valkyria Chronicles 4 використовує більш обґрунтовану військову обстановку, з персонажами покликаними відчувати себе справжніми людьми.
Готуючись до гри, команда розробників вивчала записи військ Другої світової війни та використала їх як довідковий матеріал. В рамках проекту розробники розпочали розробку Valkyria Chronicles Remastered для PlayStation 4, щоб дозволити гравцям випробувати ігровий процес основної серії на більш сучасній платформі. Мікамі стверджує, що гра торкається того, що відбувалося з рештою Європи під час війни.

### Маркетінг та реалізація
Щоб сприяти випуску гри в Японії, Sony випустила обмежений тираж консолей PlayStation 4, присвячених грі. Для японського випуску, також, входив ювілейний пакет завантажуваного контенту, що включав компакт-диск із 25-ю саундтреками з музичними темами усіх чотирьох ігор.

## Відгуки
| Агрегатор  | Оцінка                                             |
| ---------- | -------------------------------------------------- |
| Metacritic | (PC) 83/100 (XONE) 81/100 (PC4) 85/100 (NC) 82/100 |

| Видання       | Оцінка |
| ------------- | ------ |
| Destructoid   | 8/10   |
| Game Informer | 9/10   |
| GameSpot      | 8/10   |
| IGN           | 8.7/10 |
| Nintendo Life | [ 19 ] |

Valkyria Chronicles 4 отримала загальну оцінку у 82/100 для Switch, 83/100 для ПК, 81/100 для Xbox-One та 85/100 для PS4, згідно з агрегатором Metacritic, що в цілому означає «загалом сприятливі відгуки».
Том Маркс, з видання IGN, пише, що «Valkyria Chronicles 4 — це продовження, якого я чекав, яке повертає до витоків того, що зробило першу гру такою особливою»; звертаючи увагу на нову механіку та реалістичність персонажів. Вікі Блейк, з Eurogamer, зосереджує увагу на тому, як гра передає оточення: де похмурість війни, розбавлена яскравим вбранням персонажів, їх постійними жартами та вигуками. При цьому вона досить схвально оцінює тактичну механіку гри, яку вважає дуже інтуїтивною та зрозумілою навіть гравцю-початківцю.

### Продажі
Під час першого березневого випуску на PS4, за перші три тижні в Японії, було продано 76 778 фізичних копій. Також, в Японії, після виходу гри на платформі Switch у вересні, впродовж першого тижня було продано 5596 фізичних копій.
У червні 2020 року Sega повідомила, що у всьому світі було продано понад мільйон примірників (для всіх платформ) Valkyria Chronicles 4.

### Нагороди
Під час The Game Awards 2018 року, Valkyria Chronicles 4 була номінована на звання «Best Strategy Game» та «Strategy Title of the Year» під час Australian Games Awards, а також отримала нагороду «Game, Franchise Role Playing» під час National Academy of Video Game Trade Reviewers Awards й номінацію на «Original Light Mix Score, Franchise».